# 杯柄形态

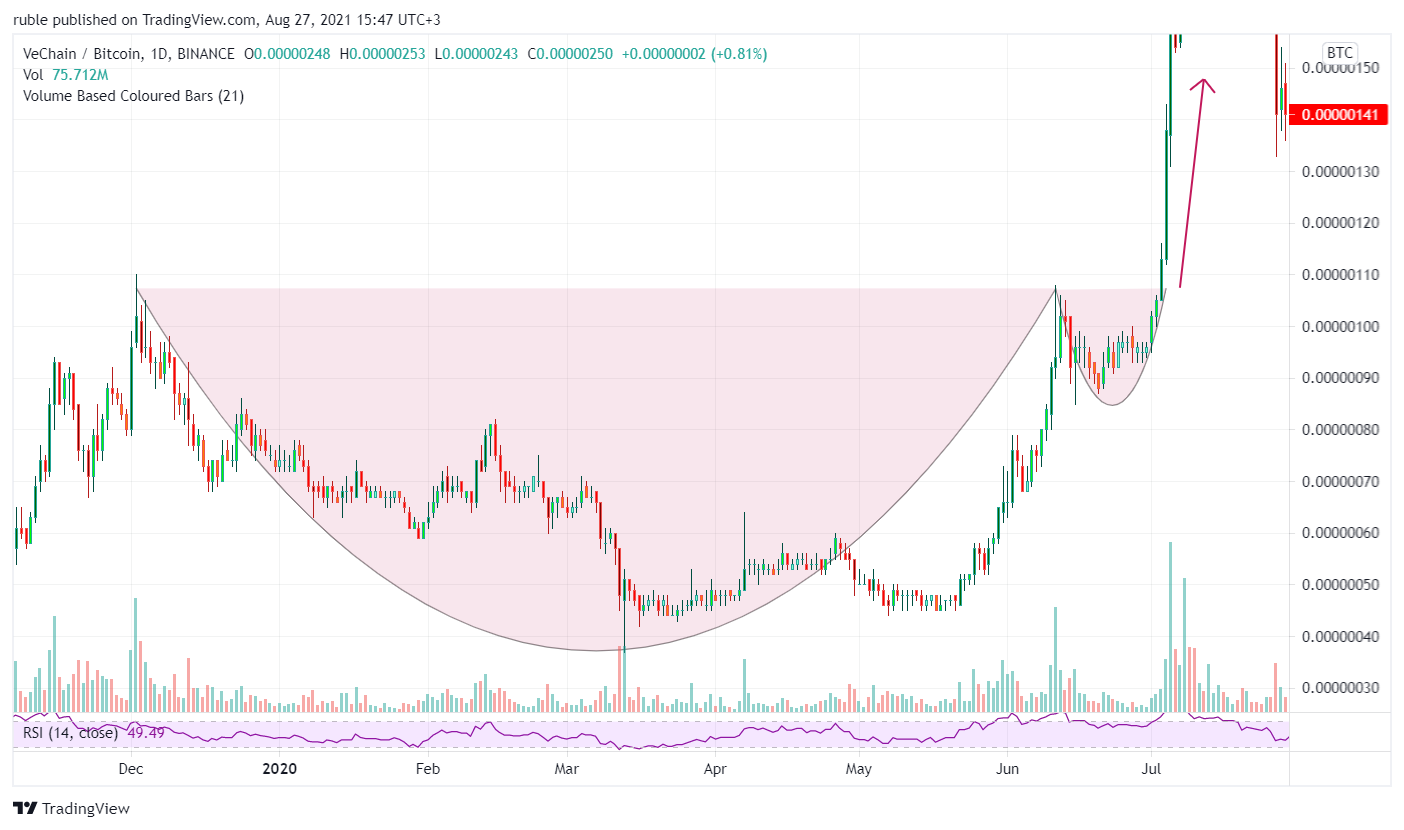
杯柄图表模式示例。

在市场价格的技术分析领域，杯柄或杯柄形态是一种图表形态，由价格下跌、回升至原始值，然后先是一个较小的下跌，然后再次上升超过先前的高峰组成。 它被解释为市场看涨情绪以及价格可能进一步上涨的迹象。 
该模式的杯部分应该相当浅，底部呈圆形或平坦形状（而不是V形），并且理想情况下应该达到两侧上端相同的价格。柄部分的下跌应该回调杯部分末端上涨的大约30%到50%。对于股票价格，该模式可能跨越几周到几年；但通常杯部分持续1到6个月，而柄部分应该只持续1到4周。 
“杯柄”形态由William O'Neil定义“  

## 背景和解释
当杯柄形态遵循价格上涨趋势时，被认为是显著的，理想情况下是一个只有几个月的趋势。增长趋势越老，杯柄形态作为准确指示的可能性就越小。交易量应该随着杯部分的价格下降而减少，并在柄部分结束时，价格开始上涨时迅速增加。 